# Jyoti Basu
Jyoti Basu (n. 8 de julio de 1914, m. 17 de enero de 2010) fue el líder del Partido Comunista de la India-Marxista en Bengala, que dirigió el gobierno regional en cinco ocasiones.